# Ann E. Todd (actrice américaine)
Pour les articles homonymes, voir Todd.
À ne pas confondre avec l'actrice britannique Ann Todd (1909-1993).
Ann E. Todd, nom de scène d'Ann Todd Phillips, est une actrice (puis musicologue) américaine née le 26 août 1931 à Denver (Colorado) et morte le 7 février 2020.

## Biographie
Née de parents musiciens (son père, Burrill Phillips (en), est compositeur, pianiste et pédagogue), Ann E. Todd est adoptée et élevée par ses grands-parents maternels qui ambitionnent pour elle une carrière au cinéma, à l'instar de Shirley Temple. Elle apparaît dans trente-huit films américains entre 1939 (à huit ans) et 1951, année où elle se marie avec Robert Basart (décédé en 1993), s'installe avec lui à Berkeley (Californie), et renonce définitivement à cette première carrière qui l'intéressait peu, au profit de la musicologie. 
Ainsi, elle étudie l'histoire de la musique, d'abord à l'université de San Francisco durant trois ans, puis à l'université de Californie à Berkeley où, après avoir obtenu son diplôme, elle travaillera comme bibliothécaire (section Musique) durant une vingtaine d'années. Dans l'intervalle, elle fonde également une maison de publication, "Fallen Leaf Press".
Durant sa brève carrière cinématographique (elle participe également à une série télévisée de 1950 à 1953), elle est souvent créditée "Ann Todd", d'où l'adjonction du "E." dans les années 1940, afin d'éviter la confusion (régulièrement faite) avec l'actrice britannique Ann Todd.

## Filmographie complète

### Cinéma
- 1939 : Zaza de George Cukor
- 1939 : On demande le docteur Kildare (Calling Dr Kildare) de Harold S. Bucquet
- 1939 : The Zero Hour de Sidney Salkow
- 1939 : Stronger than Desire de Leslie Fenton
- 1939 : Intermezzo (Intermezzo : A Love Story) de Gregory Ratoff
- 1939 : Bad Little Angel de Wilhelm Thiele
- 1939 : La Tour de Londres (Tower of London) de Rowland V. Lee
- 1939 : Femme ou Démon (Destry rides again) de George Marshall
- 1940 : L'Oiseau bleu (The Blue Bird) de Walter Lang
- 1940 : Granny get your Gun de George Amy
- 1940 : La Balle magique du Docteur Ehrlich (Dr. Ehrlich's Magic Bullet) de William Dieterle
- 1940 : Little Orvie de Ray McCarey
- 1940 : L'Étrangère (All this, and Heaven too) d'Anatole Litvak
- 1940 : L'Odyssée des Mormons (Brigham Young) d'Henry Hathaway
- 1940 : Keeping Company de S. Sylvan Simon
- 1941 : Arènes sanglantes (Blood and Sand) de Rouben Mamoulian
- 1941 : Bad Men of Missouri de Ray Enright
- 1941 : Private Nurse de David Burton
- 1941 : Qu'elle était verte ma vallée (How Green was my Valley) de John Ford
- 1941 : La Rose blanche (The Men in her Life) de Gregory Ratoff
- 1941 : Adieu jeunesse (Remember the Day) d'Henry King
- 1941 : Crimes sans châtiment (Kings Row) de Sam Wood
- 1942 : On the Sunny Side d'Harold D. Schuster
- 1942 : Mabok, l'éléphant du diable (Beyond the Blue Horizon) d'Alfred Santell
- 1942 : That other Woman de Ray McCarey
- 1942 : Other my Dead Body de Malcolm St. Clair
- 1943 : Dixie Dugan d'Otto Brower
- 1945 : Roughly Speaking de Michael Curtiz
- 1945 : L'Orgueil des marines (Pride of the Marines) de Delmer Daves
- 1946 : Le Droit d'aimer (My Reputation) de Curtis Bernhardt
- 1946 : Le Roman d'Al Jolson (The Jolson Story) d'Alfred E. Green
- 1946 : Margie d'Henry King
- 1947 : Homesteaders of Paradise Valley de R. G. Springsteen
- 1947 : Dangerous Years d'Arthur Pierson
- 1948 : Cupidon mène la danse (Three Daring Daughters) de Fred M. Wilcox
- 1949 : Arthur takes over de Malcolm St. Clair
- 1949 : L'Indésirable monsieur Donovan (Cover Up) d'Alfred E. Green
- 1951 : The Lion Hunters de Ford Beebe

### Télévision
- 1950-1953 : série The Stu Erwin Show, saisons 1 à 3, 104 épisodes : rôle de Joyce Erwin.